# Maisha Neus
Maisha Neus (Eindhoven, 12 juli 1986) is een Surinaams activiste en politicus. Ze is mede-oprichter en voorzitter van de politieke partij STREI! Aan de verkiezingen van 2020 nam ze deel als lijstduwer van STREI! in Paramaribo. Met 241 stemmen heeft ze geen zetel weten te behalen. In 2022 werd zij een van de leiders van de actiegroep Organic Movement.

## Biografie

### Jeugd en studie
Neus werd geboren in Nederland als dochter van een Surinaamse vader en Nederlandse moeder. Haar eerste jaren woonde ze afwisselend in Nederland en Tanzania, waar haar vader werkte. Op haar vierde vertrok het gezin naar Suriname. Tijdens haar jeugd werd ze gevormd door de maatschappelijke en politieke onderwerpen die in het gezin werden besproken. Ze was er eind jaren 1990 met haar ouders bij toen er massaal tegen de regering van president Wijdenbosch werd geprotesteerd. Ze was toen dertien jaar oud en de protesten maakten een diepe indruk op haar. Haar moeder, Hilde Neus, is schrijfster van het boek Susanna du Plessis – portret van een slavenmeesteres.
Op haar twintigste ging ze naar Nederland met het doel geneeskunde te studeren. Het lukte haar echter tot drie keer toe niet om door de loting heen te komen. Na een begin aan de studie biochemie aan de VU in Amsterdam keerde ze terug naar Suriname. In Paramaribo behaalde ze haar bachelortitel aan het Institute of Management and Information Technology. Hierna werd ze accountmanager bij een multinational in de hoofdstad. Hierna studeerde ze verder in bedrijfskunde (business management). Haar afstudeerscriptie gaat over de bankwet in Suriname.

### Activisme

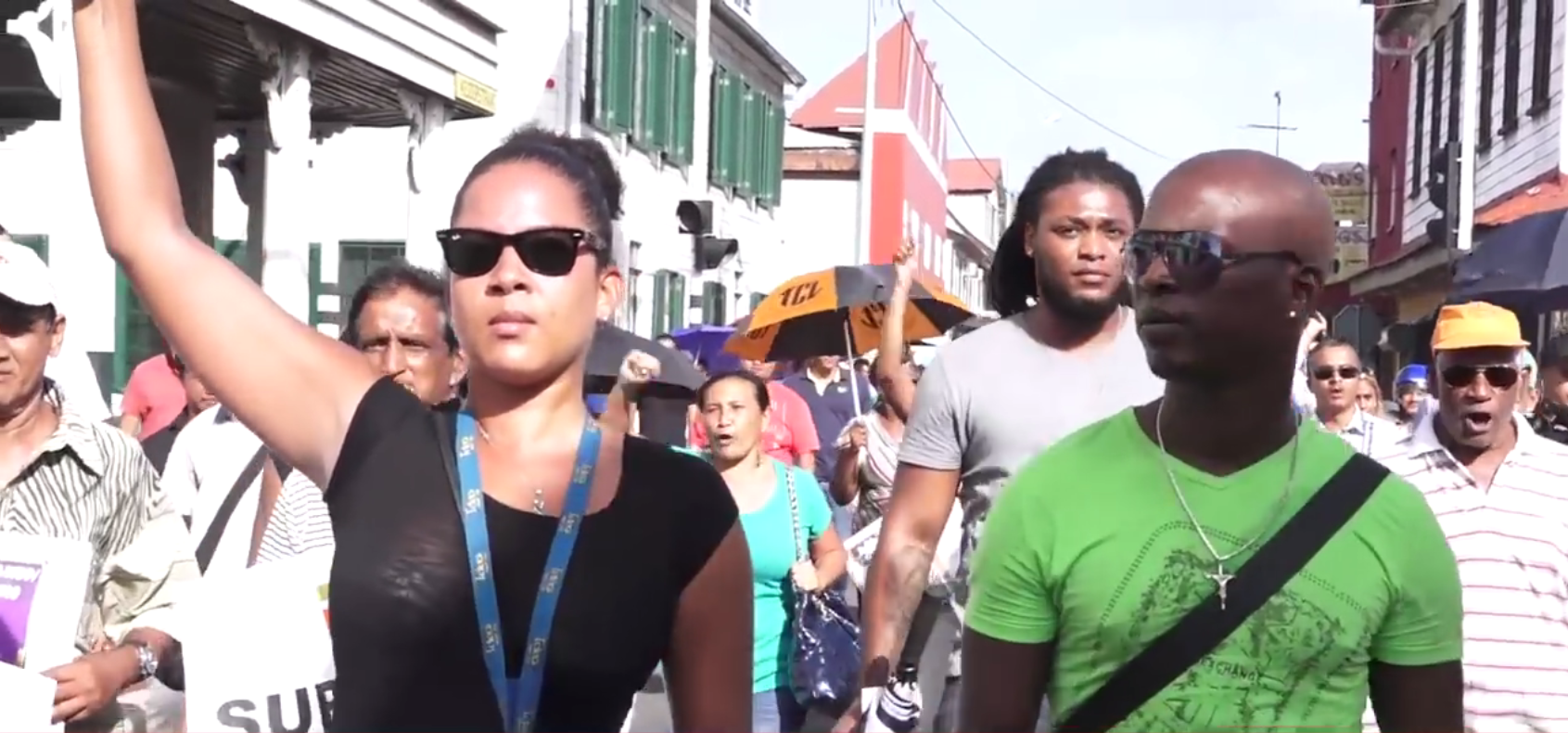
Maisha Neus en Siebrano Piqué tijdens een demonstratie in 2017

In 2016 begon ze op sociale media met het delen van kritische berichten over de economische crisis in het land en corruptie van de kabinetten van Bouterse I en II. Binnen een jaar had ze meer dan tienduizend volgers. Niet lang erna sloot ze zich aan bij de acties van Curtis Hofwijks en Stephano Biervliet onder de naam Wij Zijn Moe(dig). Ze werd een van de leidende gezichten van de demonstraties en met haar komst werd ook de toon van de groep feller. Ze herinnert het volk daarnaast aan het verleden van Bouterse, zoals ook de staatgrepen van 1980 en 1990, de Decembermoorden van 1982 en de drugsdelicten waarvoor zowel Bouterse als zijn zoon Dino werden veroordeeld.
Op sociale media leidde haar optreden tot doodsbedreigingen en via de regeringsgetrouwe (NDP) radiostations werd ze uitgemaakt voor terroriste en Nederlands spionne. Er werd ermee gedreigd haar het land uit te zetten. Op dat moment bezat ze nog niet de Surinaamse nationaliteit. Die verwierf ze uiteindelijk in februari 2019. In 2017 deed ze onder grote belangstelling van de pers aangifte tegen de bedreigingen.
Op 6 april 2017 leidde Neus met Hofwijks een demonstratie onder de naam Alles Plat, waaraan ook meerdere vakbonden, de ondernemersbond AKMOS en oppositiepartijen deelnamen. Aan de demonstratie werd door meer dan tienduizend mensen deelgenomen. Ondanks het succes stapte Neus na het protest kortstondig uit de organisatie. De reden was dat ze niet met andere groeperingen, maar alleen met mensen zonder smet of politiek verleden wilde demonstreren. Bewust van het belang van samenwerking kwam ze weer terug en trok ze opnieuw de wijken in om mensen aan de protestbeweging te binden.
In 2018 werd ze uitgenodigd als de spreker van de jaarlijkse Pim de Kuijer Lezing in Amsterdam. Door de Stichting Herstel Democratie uit Amsterdam werd ze onderscheiden als Power Person of the Year 2018. Aan de keerzijde raakte ze in haar strijd voor een beter Suriname haar vriend, sociale leven en baan kwijt.

### STREI!

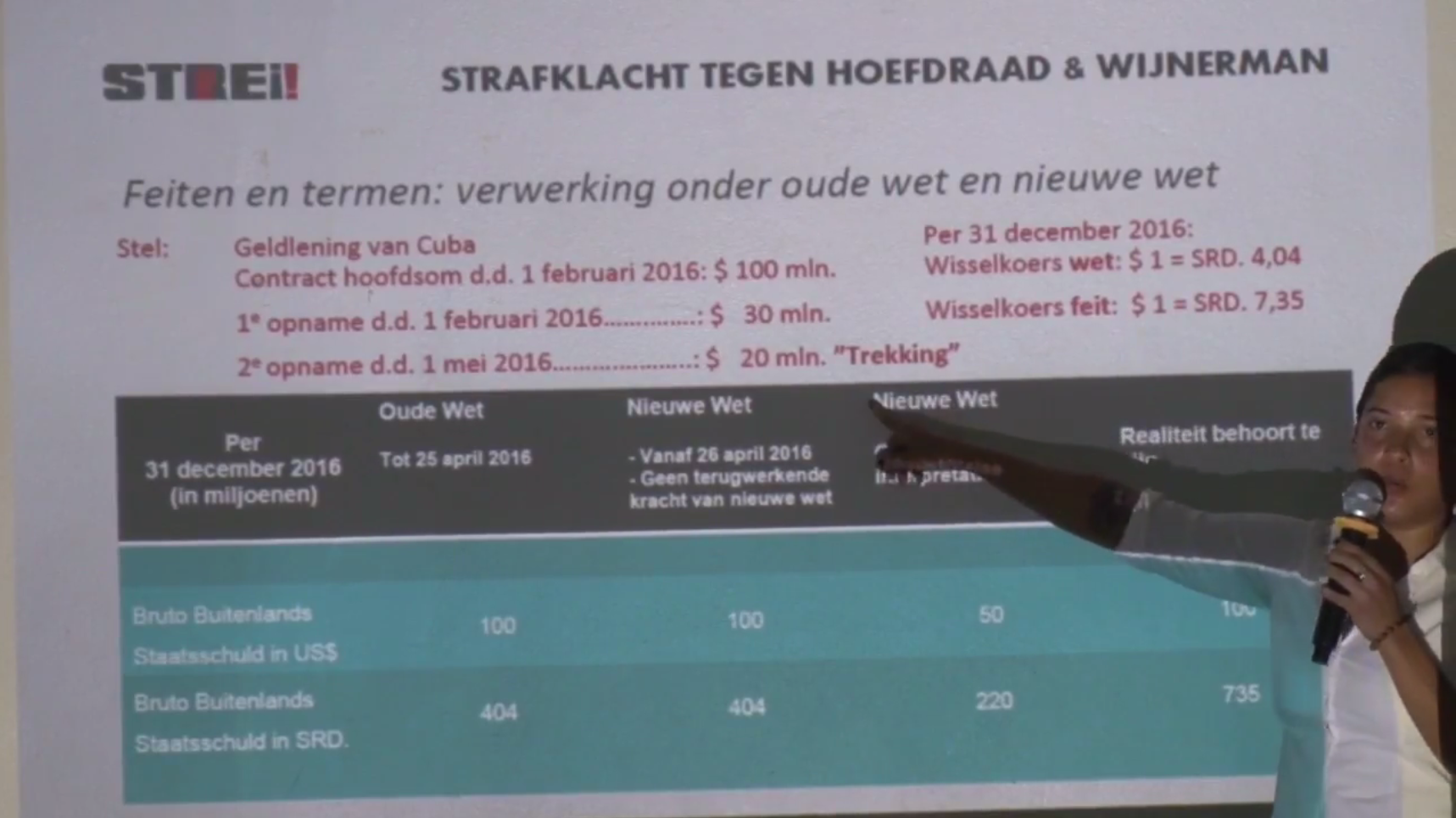
Strafaanklacht tegen minister Hoefdraad, 2018

In januari 2018 richtte Neus met medestanders de politieke partij STREI! op. Om de situatie in Suriname te kunnen verbeteren zou demonstreren alleen volgens haar niet voldoende zijn. Met de intrede in de politiek wil ze het systeem in Suriname van binnenuit aanpakken. De partij deed mee aan de verkiezingen van 2020. Andere leden uit Wij Zijn Moe(dig), zoals Hofwijks, Stefano Biervliet en Bryan Boerleider, richtten rond dezelfde tijd de Partij voor Recht en Ontwikkeling (PRO) op.
In 2018 diende de partij een strafaanklacht in tegen onder meer de minister van Financiën, Gillmore Hoefdraad, vanwege het schenden en afdekken van de overschrijding van het staatsschuldplafond. Na hoger beroep oordeelde het Hof van Justitie in februari 2020 dat zij geen rechtstreeks belang heeft waardoor de zaak niet ontvankelijk werd verklaard. In 2019 streed ze met haar partij met succes tegen de ingevoerde voertuigenbelasting.
Vanwege het standpunt van STREI! dat personen met strafblad geen rol in de politiek mogen spelen, kwam de positie van Neus ter sprake toen zij eind 2019 vanwege rijden onder invloed werd veroordeeld voor vijf maanden rijontzegging. Begin maart 2020 besloot de algemene ledenvergadering van STREI! dat Neus toch kan aanblijven als partijleider. Volgens ondervoorzitter Gulshan Alibux was het overtreden van de Rijwet niet vergelijkbaar met miljoenendiefstal, beroving en moord.
Haar partij STREI! behaalde tijdens de verkiezingen geen zetels.

### Na de verkiezingen
Neus werkt sinds de oprichting op 1 januari 2021 als presentator van actualiteitenprogramma's voor het online Facebook-platform D-TV Express. Begin 2022 beschuldigde ABOP-prominent en artiest Joël Martinus (Bordo) haar dat ze geld van ABOP-leider Ronnie Brunswijk zou hebben aangenomen, nadat zij hem voor abani (schurk) had uitgemaakt. Binnen de journalistiek werd dit bericht met verbazing ontvangen, omdat dit buiten de ethische journalistieke codes valt. Zij verklaarde dat ze om 25.000 USD had gevraagd om in haar bedrijf in cryptogeld te investeren. Ze had een lening 1.000 USD van hem ontvangen waarop ze 600 USD winst had gemaakt. In juli 2020 was ze een van de leiders van de Organic Movement die tegen de nieuwe regering protesteert.